# X Virginis
X Virginis, eller Nova Virginis 1871, var en nova som flammade upp 1871 i stjärnbilden Jungfrun. 
Stjärnan hade visuell magnitud +7,3 i maximum och har sedan bleknat till magnitud 11,2.